# Lemon Plum
Lemon Plum® es una variedad cultivar de ciruelo (Prunus salicina), de las denominadas ciruelas japonesas, es marca registrada® Variedad club.
Una variedad de ciruela criada a inicios del siglo XXI por vivero "Ben Dor" situado en Israel, mediante el cruce de varias variedades de 'Prunus salicina'. Las frutas tienen una talla de tamaño medio de forma cordiforme ligeramente asimétrica, con peso promedio de 30 g, piel color amarillo con rubores rojizos cuando maduras, y pulpa color pálido a ambarino, la fruta es dulce (más de 19 de ºBrix) y jugosa.

## Sinonimia
- "Lamoon plums",
- "Chamaleon",
- "Volcano  Plum".
- "Ciruela Limón".

## Historia
'Lemon Plum'® variedad de ciruela obtenida por el cruce de varias variedades de las denominadas ciruelas japonesas, a inicios del siglo XXI en el vivero «"Ben Dor Fruits & Nurseries"» situado en el valle del Jordán en  Israel, donde se vendía con el nombre de ciruela "Lamoon", que significa "limón" en árabe. Posteriormente, se licenció a productores chilenos bajo el nombre de "Lemon Plum" para expandir su cultivo y exportación a Norteamérica. La ciruela limón se introdujo en los mercados de consumo de Canadá y Estados Unidos a principios del siglo XXI.
Las ciruelas 'Lemon Plum'® también se conocen como ciruelas camaleón, nombre que se debe a su particular capacidad para cambiar de color. Son de color amarillo pálido cuando no están maduras, y a veces presentan matices verdes según el momento de su cosecha. A medida que maduran, desarrollan un rubor rojizo anaranjado en la punta, que finalmente se expande y envuelve toda la fruta, adquiriendo un tono rojo rubí. Este cambio de color es favorable para los mercados comerciales, ya que ofrece a los consumidores una indicación clara de cuándo las frutas están maduras y listas para consumir.

## Características
'Lemon Plum'® árbol de porte de crecimiento suelto, ancho y medio fuerte hace que Lemon Plum se destaque positivamente en todos los surtidos. Flor roja, que tiene un tiempo de floración que comienza a partir del 30 de abril con el 10% de floración, para el 10 de mayo tiene una floración completa (80%), y para el 21 de mayo tiene un 90% de caída de pétalos.
'Lemon Plum'® tiene una talla de tamaño pequeño a medio de forma de corazón (cordiforme) con hombros curvados y una punta cónica y alargada en el extremo no peduncular, que recuerda a la forma de un limón, con peso promedio de 30 g;epidermis tiene una piel fina, lisa, brillante y tersa con brillantes tonos amarillos cuando están verdes. A medida que maduran, desarrollan una mancha naranja rojiza en la punta, que finalmente cubre toda la fruta con un rubor anaranjado, oscureciéndose posteriormente a un rojo rubí; sutura con línea muy visible, de color algo más oscuro que el fruto. Situada en una depresión muy suave, algo más acentuada junto a cavidad peduncular; pedúnculo de longitud mediano, fuerte, leñoso, con escudete muy marcado, muy pubescente, con la cavidad del pedúnculo estrecha, poco profunda, rebajada en la sutura y más levemente en el lado opuesto; pulpa de color amarillo pálido cuando está verde que se intensifica a un tono ámbar dorado al madurar, textura firme, crujiente que se ablanda hasta adquirir una consistencia tierna, jugosa y acuosa al madurar, de sabor son ácidas cuando son jóvenes, a medida que maduran, la pulpa desprende un ligero aroma floral y se concentra en azúcares, creando un sabor dulce con sutiles matices ácidos.
Hueso de fácil deshuesado, pequeño, marrón, oblongo e incomestible.
Su tiempo de disponibilidad en el hemisferio norte de las ciruelas cultivadas en Chile, es durante una temporada corta, desde fines del invierno hasta principios de la primavera. Esta variedad de ciruela también tiene un largo tiempo de maduración, lo que permite transportarla a largas distancias y almacenarla para un uso prolongado.

## Usos
Se usa comúnmente como postre fresco de mesa buena ciruela de postre que se pueden incorporar en preparaciones crudas y cocidas.
Las ciruelas limón enteras e inmaduras deben conservarse a temperatura ambiente para que se ablanden y maduren. Una vez maduras, pueden conservarse en una bolsa de plástico ventilada en el frogorífico de 2 a 4 semanas.

## Cultivo
Variedad cultivada principalmente en Israel, Chile, Canadá, y Estados Unidos.

## Características y precauciones
Resistente al cambio climático.